# Pete Parada
Peter "Pete" Parada (Arkport, Nova York, Estats Units, 9 de juliol de 1973) és un músic estatunidenc conegut per ser l'actual bateria de la banda The Offspring. Abans d'entrar a formar part de la banda californiana va participar en altres projectes musicals com Face to Face, Saves the Day o Halford.

## Carrera musical

### Face to Face
Parada es va unir a Face to Face l'any 1998 per substituir Rob Kurth. Participà en la composició de quatre àlbums de la banda: Ignorance is Bliss, Standards & Practices (ambdós de 1999), Reactionary (2000) i How to Ruin Everything (2002). La banda anuncià una aturada temporal a l'octubre de 2003, tot i que a l'any següent van anunciar que l'aturada era de forma definitiva. A causa d'això, tot els integrant de la banda van aprofitar per participar en els respectius projectes paral·lels. Face to Face va anunciar una reunificació a principis de 2008 realitzant una petita gira tants pels Estats Units com d'altres països. Durant aquesta època, Parada estava ja de gira amb The Offspring, banda a la qual es va integrar definitivament acabada la gira, tancant la porta a tornar a formar part de Face to Face.

### Saves the Day
Abans de la separació de Face to Face, Parada es va unir a la banda Saves the Day l'any 2002 per substituir el bateria Bryan Newman. Durant els quatre anys i mig que va pertànyer a aquesta banda va enregistrar dos àlbums d'estudi: In Reverie i Sound the Alarm. Parada va anunciar que abandonava el grup el 28 de març de 2007.

### The Offspring
The Offspring va anunciar el fitxatge Pete Parada com a bateria de la banda en el 27 de juliol de 2007 en substitució d'Atom Willard, que havia deixat la banda per centrar-se en el projecte Angels & Airwaves. Inicialment va participar en la gira de The Offspring per promocionar l'àlbum Rise and Fall, Rage and Grace, el qual comptà amb Josh Freese durant les sessions d'enregistrament. La banda va preparar un nou àlbum d'estudi pel 2010 comptant amb Parada pel procés d'enregistrament. Com que el procés d'enregistrament es va allargar durant mesos i Parada estava treballant en altres projectes paral·lels, finalment només va tocar en quatre cançons de Days Go By mentre que per la resta van tornar a comptar amb Cleese. El 2 d'agost del 2021, Parada va anunciar que havia estat acomiadat de The Offspring per negar-se a vacunar-se contra la COVID-19 per "recomanació mèdica". En una entrevista al novembre de 2021, Dexter Holland i Noodles van detallar els "obstacles" que van seguir trobant en considerar el que seria necessari per organitzar una gira amb un membre del grup no vacunat, i van manifestar que la decisió havia estat presa “pel moment”; Tot i això, a l'agost del 2021, Parada va anunciar que havia estat acomiadat no només de la gira sinó també de l'estudi.

### Hot Mess
L'any 2010, Parada es va unir a la banda Hot Mess per tocar la bateria. Aquesta banda va debutar el 2011 amb l'àlbum Learn to Sleep With the Light On.

## Filmografia
| Any  | Artista/banda                 | Àlbum                                                | Cançons |
| ---- | ----------------------------- | ---------------------------------------------------- | --- |
| 1997 | Steel Prophet                 | Into the Void (Hallucinogenic Conception)            | Àlbum enter |
| 1999 | Engine                        | Engine                                               | Àlbum enter |
| 1999 | Face to Face                  | So Why Aren't You Happy? EP                          | Àlbum enter |
| 1999 | Face to Face                  | Standards & Practices                                | Àlbum enter |
| 1999 | Face to Face                  | Ignorance Is Bliss                                   | Àlbum enter |
| 2000 | Ali Handel                    | Dirty Little Secret                                  | Àlbum enter |
| 2000 | Face to Face                  | Reactionary                                          | Àlbum enter |
| 2000 | Halford                       | Resurrection                                         | "The One You Love to Hate"                                                                                             |
| 2002 | Engine                        | Superholic                                           | Àlbum enter |
| 2002 | Face to Face/Dropkick Murphys | Face to Face vs. Dropkick Murphys                    | Cançons de Face to Face                                                                                                |
| 2002 | Face to Face                  | How to Ruin Everything                               | Àlbum enter |
| 2003 | Reed Black                    | Ground                                               | Àlbum enter |
| 2003 | Saves the Day                 | In Reverie                                           | Àlbum enter |
| 2003 | Jackson United                | Jackson                                              | EP enter |
| 2004 | Jackson United                | Western Ballads                                      | Àlbum enter |
| 2005 | Face to Face                  | Shoot the Moon: The Essential Collection             | Cançons de Reactionary i How to Ruin Everything                                                                        |
| 2005 | Death Valley High             | The Similarities Between The Loveless And The Undead | Àlbum enter |
| 2006 | Saves the Day                 | Sound the Alarm                                      | Àlbum enter |
| 2006 | Saves the Day                 | Bug Sessions Volume One                              | Àlbum enter |
| 2008 | Armed For Apocalypse          | Defeat                                               | Àlbum enter |
| 2011 | Hot Mess                      | Learn to Sleep With the Light On                     | Àlbum enter |
| 2011 | Oceanography                  | EP1                                                  | EP enter |
| 2012 | The Offspring                 | Days Go By                                           | "Turning Into You", "Dirty Magic", "Dividing By Zero" i "Slim Pickens Does the Right Thing and Rides the Bomb to Hell" |
| 2014 | The Offspring                 | Summer Nationals                                     | EP enter |
| 2015 | The Offspring                 | Coming for You                                       | Senzill |
| 2015 | Andrew Jones                  | I'm Sorry J.J. (and Thank You)                       | EP enter |